# Arquivo da Marinha

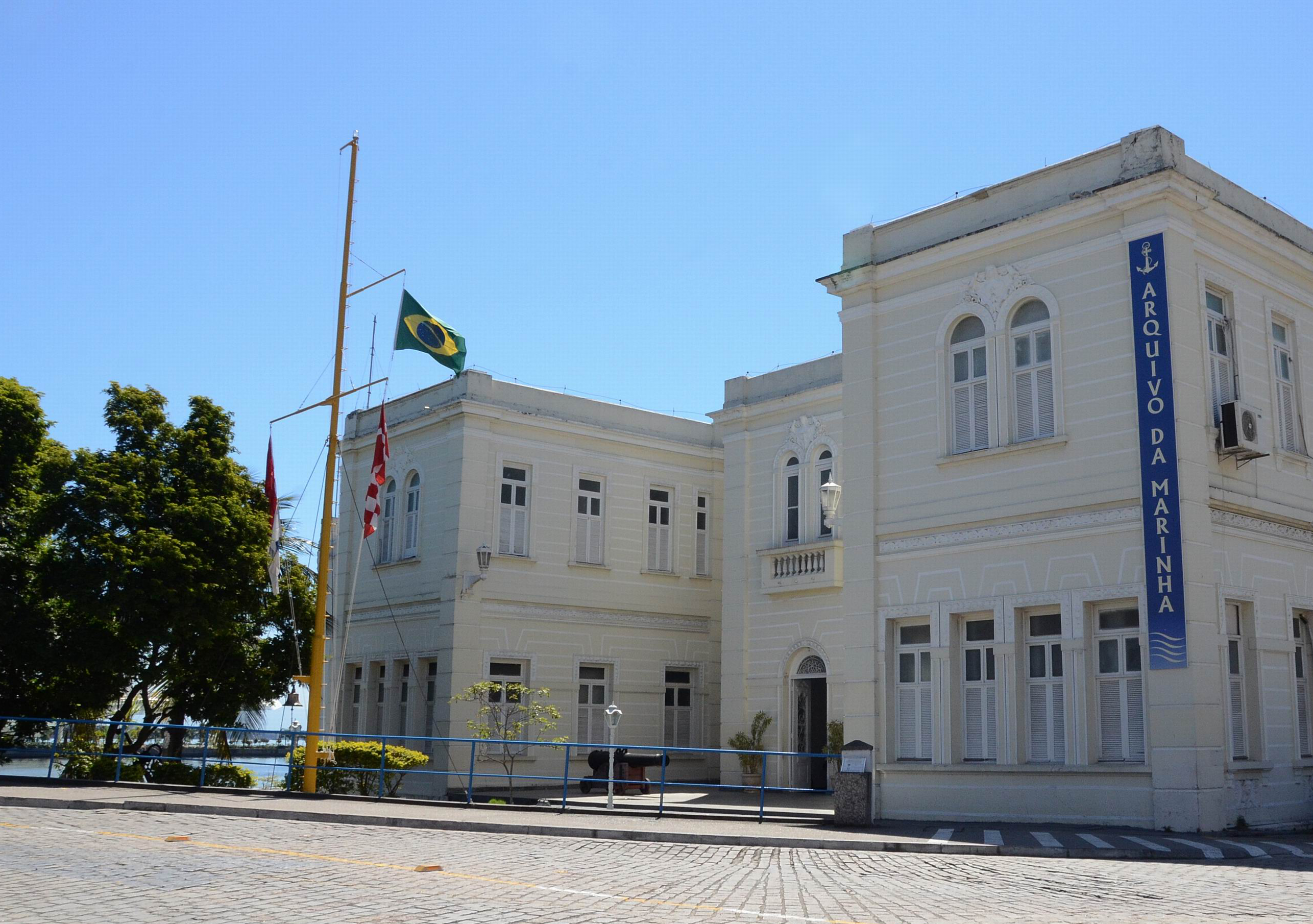
O Arquivo da Marinha no Rio de Janeiro, fotografado em 2023.

O Arquivo da Marinha é uma organização subordinada à Diretoria do Patrimônio Histórico e Documentação da Marinha (DPHDM) e tem como objetivo a custódia, o processamento técnico, a conservação e o acesso aos documentos para o público em geral, sendo dividido em três departamentos: Divisão de Documentos Escritos, Divisão de Documentos Especiais e Divisão de Acesso à Documentação.
O acervo em posse do Arquivo da Marinha começa com documentos do século XVIII com alguns dos seus exemplares sendo edições completas do Diário Oficial da União, Boletins de Pessoal Civil e Militar e Boletins Administrativos, Leis do Brasil, Almanaques dos Corpos e Quadros, Relatórios dos Ministros e Comandantes da Marinha, fotografias, vídeos, distintivos e filmes institucionais de diversas Organizações Militares da Marinha, gravações sonoras, livros de estabelecimentos, navios de guerra e mercantes, róis de equipagens e todos os documentos administrativos produzidos ou recebidos pela Marinha que foram devidamente enviados para o Arquivo. Desta feita, o Arquivo da Marinha tornou-se uma valiosa fonte de pesquisa para o conhecimento da história brasileira como um todo.
O Arquivo da Marinha é, também, o órgão responsável pela implementação da Política Nacional de Arquivos no âmbito da Marinha do Brasil.